# Milocera falcula
Milocera falcula là một loài bướm đêm trong họ Geometridae.